# Sekaná vlákna

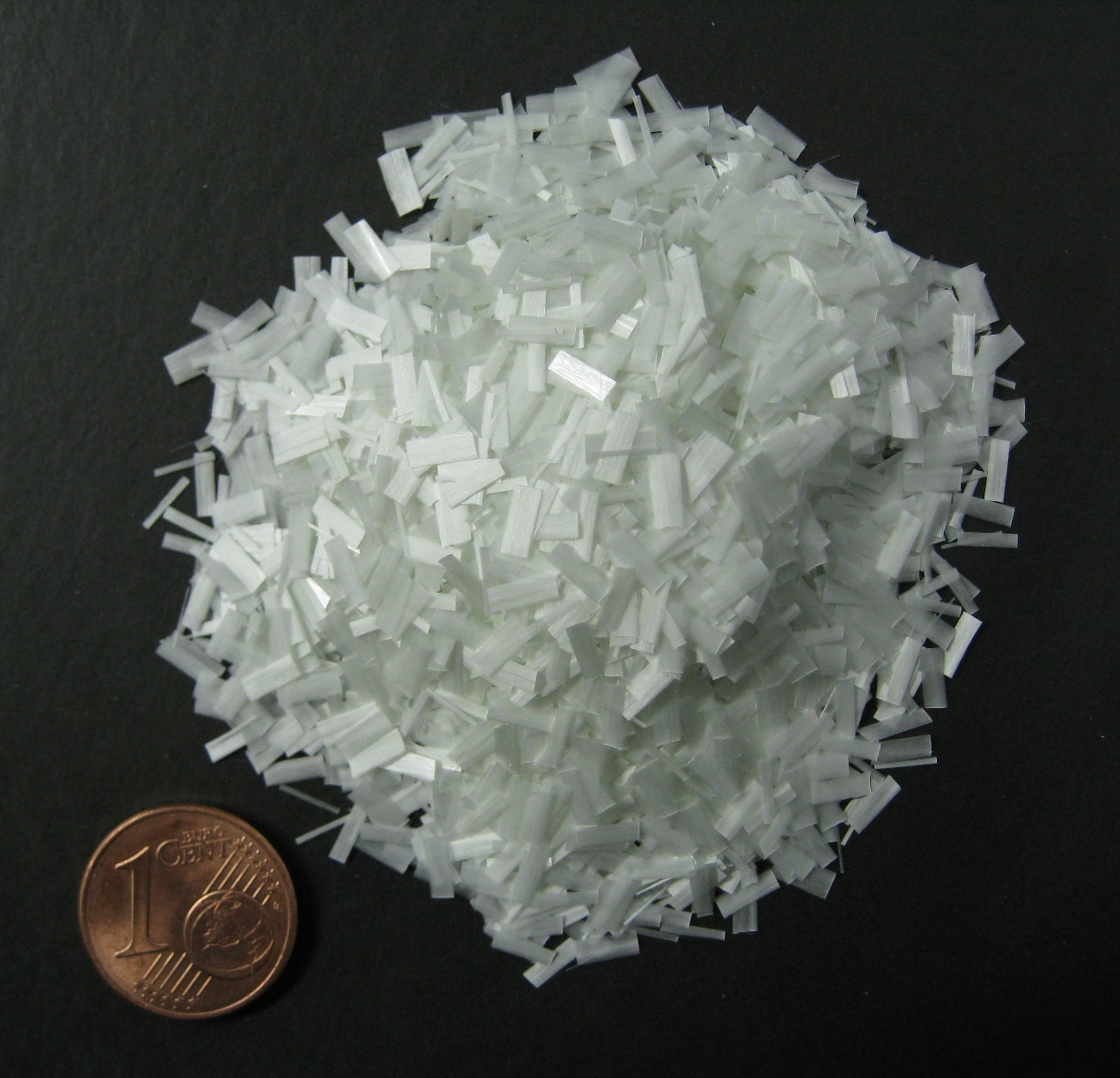
Sekaná skleněná vlákna (délka 5 mm)

Sekaná vlákna (angl.: chopped fibres, něm.: gehackte Fasern) jsou velmi krátké ústřižky textilních filamentů používané jako výztuž ke zpevnění  vláknových kompozitů.

## Z historie sekaných vláken
Sekaná vlákna pro zpevnění kompozitů se začala vyrábět ve 40. letech 20. století, původně ze skla, v 50. a  60. letech byla vyvinuta (pro speciální účely) sekaná vlákna z  uhlíku, z aramidů aj. I ve 3. dekádě 21. století se však skleněná vlákna podílejí asi 90 % na celkové výrobě textilií pro zpevňování kompozitů. Vedle krátkých vláken se pro kompozity používají také příze a plošné textilie, které mají případně vyšší pevnost. Výhoda použití jednotlivých krátkých („diskontinuálních“) vláken je ve vyšší přilnavosti výztužového  elementu k  matrici a vyšší pružnost, kterou se zabrání trhlinám v kompozitu.
Objem celosvětového obchodu se skleněnými textilními vlákny ke zpevňování kompozitů se v roce 2018 odhadoval na 12 miliard USD, podíl sekaných vláken na této částce není známý. Podrobná každoroční analýza trhu se sekanými vlákny se dá zakoupit za cca 4000 USD.

## Druhy sekaných vláken

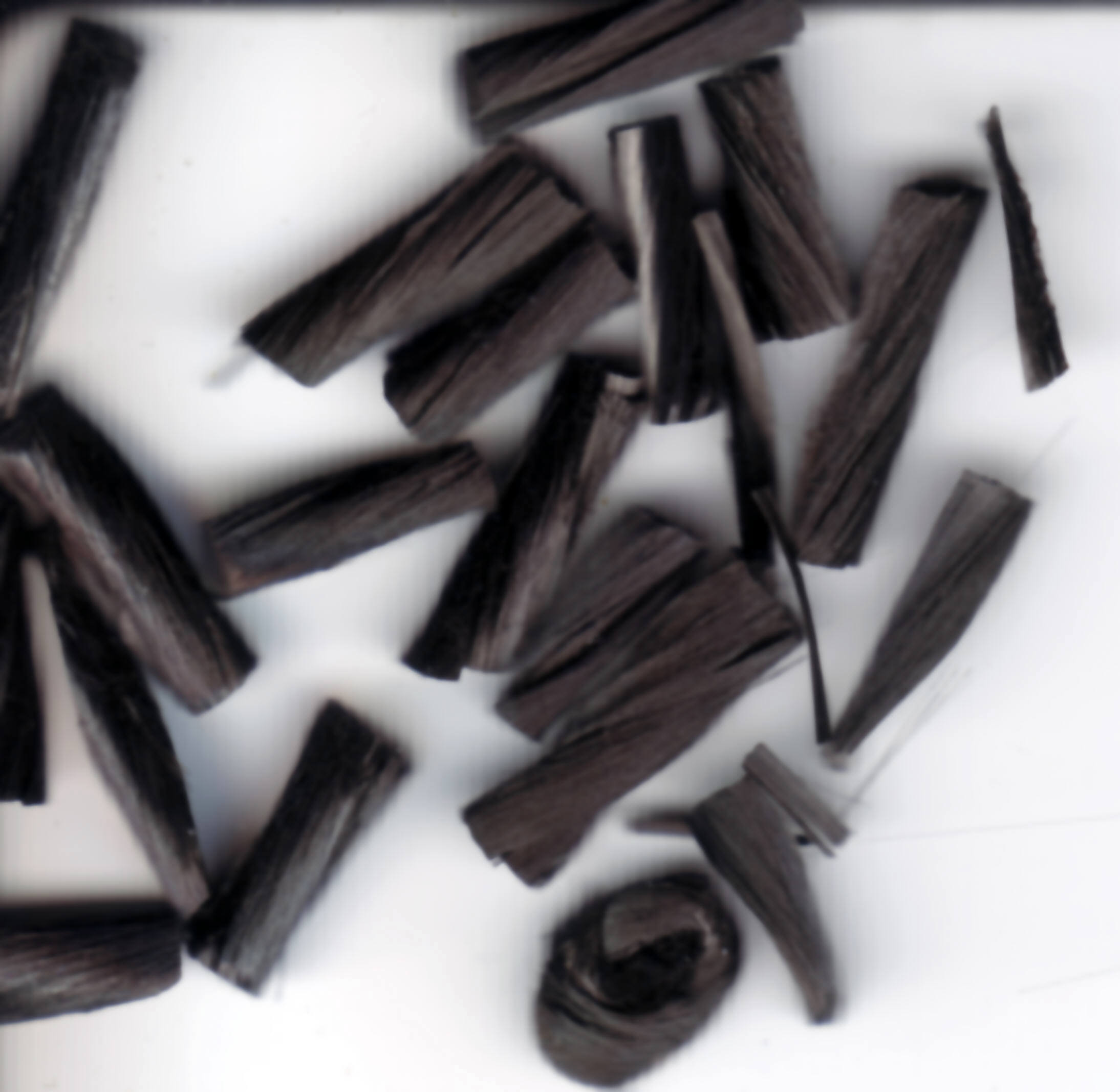
Sekaná uhlíková vlákna (délka 8 mm)

Podle délky se vlákna často dělí na 3 skupiny:
- mletá = 0,03 – 3,0 mm
- krátká sekaná = do 6 mm
- dlouhá sekaná = do 50 mm[5]

Například určitý druh uhlíkových vláken s tloušťkou 7 µm se vyrábí
jako mletá s délkou 0,08-0,15 mm (bez povrchové úpravy)
jako sekaná s délkou 6 mm šlichtovaná

## Způsob výroby
Vlákna se přivádějí ke zpracování zpravidla ve formě svazků kontinuálních filamentů (rovingů). 
- Mletí se provádí např. na zařízení se 4 noži upevněnými na vřetenu s maximálním obrátkami 15 000/min. Nože se otáčejí v kruhu s průměrem 40 mm s povrchovou rychlostí 100-468 mm/min, materiál se přivádí rychlostí do 100 m/min.[7]

- Moderní stroje na sekání textilních vláken pracují v principu se třemi válci: přítlačným, napínacím a nožovým. Přítlačný válec přivádí filamenty k napínacímu válci se zářezy, do kterých se zarývají sekací nože.[8] [9] Stroj může mít různé rozměry a výkon, např. nožový válec o průměru 75 mm se 6 noži se 100 otáčkami za minutu. Výkon může s předlohou 5 rovingů vedle sebe dosáhnout až 600 g/min sekaného vlákna se standardní délkou 12 mm.[10]

Asijští výrobci nabízejí laciné sekací stroje, které pracují na principu gilotiny. Z odborných publikací nejsou známé žádné posudky jejich výkonu a jakosti.
Na sekacím stroji se vlákenný materiál před sekáním většinou napouští šlichtou a suší. Ke kvalifikovanému použití stroje patří zejména volba vhodných sekacích nožů (z ušlechtilé oceli nebo karbonu) a jejich přesné seřízení. 

## Použití
Sekaná vlákna se přidávají jako výztuž 
- do prepregů (polotovarů k výrobě kompozitů), nejčastěji ve formě rohože tvořené z vláken sekaných zařízením, které je součástí výrobního agregátu. Kompozity z těchto prepregů se  používají na stavební části v automobilovém a leteckém průmyslu a k výrobě sportovních potřeb.[14]
- do vláknového betonu se přisypávají (nejčastěji skleněná a uhlíková) vlákna s pomocí jednoduchých nástrojů [15] [16]

V roce 2012 přišel na trh stroj na sekání skleněných vláken, který se dá instalovat na pojízdný mísič betonu. Zařízení váží 50 kg, z předkládaných 20 kg rovingu se dá sekat a rovnoměrně přisypávat do betonu až 1 kg vláken (6-12 mm) za minutu. 
- do biaxiální pleteniny se na  osnovním stávku přivádí rohož ze sekaných vláken (50-100 mm). Zařízení pracuje na stejném principu jako při výrobě prepregů.[18]